# ディズニー・パワー・オブ・ミュージック!
ディズニー・パワー・オブ・ミュージック(Disney's Power of Music)は、2010年1月20日から2010年3月19日の期間に、東京ディズニーランド (TDL)で開催されたスペシャルイベントの名称。

## 概要
“音楽フェス”をテーマとしており、オリジナルの音楽イベントとしてTDLで初めてとなる。

## エンターテイメント

### リズム!メロディー!ハーモニー!
リズム!メロディー!ハーモニー!(Rhythm! Melody! Harmony!)は、シンデレラ城前特設ステージで開催されるショー。
1日2回または3回公演。
出演キャラクター
- ミッキーマウス

リズムのパート
- ドナルドダック
- グーフィー
- チップとデール
- バート（『メリーポピンズ』）
- ペンギン（『メリーポピンズ』）

メロディーのパート
- ミニーマウス
- デイジーダック
- クラリス
- ハートの女王（『ふしぎの国のアリス』）
- アリス（『ふしぎの国のアリス』）
- シンデレラ（『シンデレラ』）

### マリー&クラリスwithスウィングタイムチーム
マリー&クラリス withスウィングタイムチーム(Marie and Clarice with the Swingtime Team)は、プラザ・パビリオン・バンドステージで開催されるショー。
1日1回公演。公演が無い日もある。
演奏曲
1. Why Should I Worry? （『オリバー ニューヨーク子猫ものがたり』より）
2. My Destiny （『リス君は歌姫がお好き』より）
3. I Wanna be Loved by You （『お熱いのがお好き』より）
4. Street of Gold （『オリバー ニューヨーク子猫ものがたり』より）
5. Everybody Wants to be a Cat （『おしゃれキャット』より）

### スペシャル・パフォーマンス
開催場所、開催時刻は公表されていないが、以下の音楽パフォーマンスが開催される。公式サイトでは上記のマリー&クラリスwithスウィングタイムチームも、スペシャル・パフォーマンスに含まれている。
- 七人のこびと with マーチング・メン
- 三匹の子ぶた & ビッグ・バッド・ウルフ with ハフ&パフ
- トゥイードルディー & トゥイードルダム with アンバースデーバンド
- シンデレラ & プリンス・チャーミング with ミュージシャンズ・ロワイヤル